# Унтерпремштеттен
Унтерпремштеттен (нем. Unterpremstätten) — ярмарочная коммуна в Австрии, в федеральной земле Штирия.
Входит в состав округа Грац. Население составляет 3408 человек (на 31 декабря 2005 года). Занимает площадь 17,77 км². Официальный код — 6 06 52.

## Политическая ситуация
Бургомистр коммуны — Антон Шербинек по результатам выборов 2005 года.
Совет представителей коммуны (нем. Gemeinderat) состоит из 21 места.
- АНП занимает 9 мест.
- местный список: 6 мест.
- СДПА занимает 4 места.
- Зелёные занимают 2 места.